# سید محمد طیب آغا
سید محمد طیب آغا (زاده ۱۹۷۶) سیاستمدار اهل امارت اسلامی افغانستان است. وی همکار ملا عمر بود. وی به فارسی پشتو، اردو، عربی و انگلیسی تسلط دارد. او در سال ۲۰۰۹ مسئول دفتر سیاسی امارت اسلامی در قطر بود تا اینکه در سال ۲۰۱۵ به دلیل اختلاف با امارت اسلامی از منصب خود استعفا کرد و عبدالغنی برادر جای وی را گرفت.